# Castro de Las Rabas
El Castro de Las Rabas es un yacimiento arqueológico españolque se encuentra en Celada Marlantes, dentro del término municipal de Campoo de Enmedio, en Cantabria (España).
Desde 2004 es Bien de Interés Cultural de Cantabria, con la categoría de yacimiento arqueológico, declarado por Decreto 37/2004, de 22 de abril.

## Descripción
El Castro de Las Rabas, conocido en la bibliografía como «asentamiento cántabro de Celada Marlantes», se localiza en el paraje del mismo nombre, a un kilómetro y medio al noroeste de la localidad de Celada Marlantes. El emplazamiento está circundado por algunas lomas ligeramente más elevadas hacia el norte y el oeste, llamadas las Encinas, La Mayuela y las Quintanas. Por el sur y el este los límites orográficos vienen marcados por el cauce del río Marlantes.
El conocimiento del yacimiento de Las Rabas parece estrechamente unido a las excavaciones en la villa romana de Julióbriga iniciadas en la década de los años 1950. Las exploraciones de la zona, en relación con el trazado de la vía romana que sigue el curso del río Besaya hasta la costa, condujo al hallazgo de vestigios arqueológicos en este asentamiento prerromano y que han sido datados en el siglo I a. C.
Las excavaciones realizadas en 1968 y 1969 proporcionaron indicios de una destrucción violenta reconocibles en forma de niveles de incendio y el descubrimiento de piezas metálicas de carácter claramente militar romana.
El arqueólogo Eduardo Peralta Labrador ha interpretado que este enclave tuvo que ser abandonado o tomado por las armas durante el avance de las fuerzas romanas hacia las fuentes del Ebro y que la principal razón de ser de este emplazamiento fue la de tener un control de los accesos a la comarca, tanto a través del collado de Peña Cutral como del paso siguiendo el curso del río Marlantes por la localidad de Sopeña.
La mayor parte de las intervenciones se realizaron en la vertiente norte del castro, que proporcionó abundante material cerámico y metálico. La cerámica predominante está realizada a mano y con variados motivos decorativos tanto impresos como incisos y con motivos típicos (acanaladuras, uñadas, espigados, etc.) de las culturas del Hierro I, y aún anteriores. Junto a estas, pero en menor número, aparecen cerámicas de tradición celtibérica de pastas finas, decoradas con motivos característicos de dicha cultura. De la misma manera, el material metálico conformado por puntas de lanza, cuchillos afalcatados, fíbulas de diversa tipología, hachas, clavos, etc. nos informa de la superposición sobre el sustrato anterior de las influencias de los pueblos del Hierro II.
La última campaña ha sacado a la luz los restos de unos posibles fondos de cabañas circulares, en la vaguada que forman la vertiente norte del castro de Las Rabas y las estribaciones del alto de La Mayuela.
A 800 metros de distancia de este yacimiento, en el lugar de La Poza, se encuentran los restos de dos campamentos romanos de campaña (castra aestiva) superpuestos que se encuadran cronológicamente en el contexto de las Guerras Cántabras, entre los años 29 y 16 a. C. En los años 2003 y 2004 se realizaron excavaciones temporales en este lugar, algo más elevado que el yacimiento de La Raba y que fue parcialmente dañado por las obras de un gaseoducto construido en la década de 1980. 
Los indicios de destrucción del castro de Las Rabas hace creer que el enclave fue asediado y tomado por las tropas acantonadas en el primero de los campamentos superpuestos, situado en el frente más accesible del castro. 
Tras el dominio de la zona se levantó otro campamento más pequeño en el mismo lugar y con la misma orientación que el primero ya abandonado. Su función, presumiblemente y de acuerdo a la cronología de los restos encontrados, era alojar un destacamento de la Legio IV Macedonica de no más de 5000 hombres que tendría la labor de mantener la paz y, en especial, la construcción de infraestructuras relacionadas con las vías de comunicación necesarias para la administración del territorio.
Durante las obras del citado gaseoducto  se descubrió una necrópolis alto-medieval en el paraje de «Convento de Santa Olalla», muy próximo al castro y a la localidad de Celada Marlantes. Esta necrópolis asegura la idea de una continuidad histórica del poblamiento en la comarca.